# Желязо
Желязото е химичен елемент, метал, с атомен номер 26 и символ Fe (на латински: ferrum). Той е част от група 8 и период 4 на периодичната система, поради което се класифицира като преходен метал. Металът е от най-разпространените и се смята, че планетата Земя притежава феросиликатно ядро. То е важен микроелемент със значение за повечето нисши и всички висши организми. Желязото под формата на съединения и сплави (стомана, чугун) е основен компонент в конструкционните процеси.
Открито още през желязната епоха, желязото се оказва недостатъчно твърдо за индустриални нужди, поради което методите за получаване на желязо-въглеродни сплави се усъвършенстват постоянно.
Повърхността на желязото е блестяща и сребристосива, но във влажен въздух се окислява, покривайки се с червеникавокафяв слой ръжда. Отделните кристали чисто желязо са меки (по-меки от алуминия), като добавянето на относително малки примеси значително увеличава твърдостта и якостта. Стоманата представлява сплав на желязото с малко количество въглерод и други метали и може да бъде хиляда пъти по-твърда от чистото желязо.
Желязо-56 е най-тежкият стабилен изотоп, образуван от алфа-процеса при звездния нуклеосинтез. За образуването на елементи, по-тежки от желязото и никела, е необходим взрив на свръхнова звезда. Желязото е най-изобилният елемент в ядрата на червените гиганти, най-изобилният метал в железните метеорити и в плътните метални планети като Земята.

## Откриване
Желязото е един от елементите, известни още от древността. Разпространението и сравнително ниската температура на топене правят метала достъпен и лесен за обработване. Има доказателства, че метеоритите са използвани като източник на желязо през третото хилядолетие пр.н.е. и в тях почти винаги се съдържа никел. Историята на запознаване на човека с желязото най-често се свързва с неговото откриване.
Желязната епоха е последният технологичен и културен стадий в развитието на човечеството в каменно-бронзово-желязната последователност. Данни за настъпването ѝ, в които металът напълно заменя бронза в инструментите и оръдията, варират географски, започвайки от Средния Изток. Между 1200 и 1000 г. пр.н.е. знанията за металургията на желязото и за използването му бързо се разпространяват. Изделия от метеоритно желязо са открити в Египет и Месопотамия. Желязната епоха започва в Египет през XII век пр.н.е.

## Произход на наименованието
Има няколко версии за произхода на славянската дума „желязо“ (на беларуски: жалеза; на руски: железо; на украински: залізо; на полски: Żelazo; на словенски: Železo). Една от тези версии свързва тази дума със санкритската „жалжа“, която означава „метал, руда“. Другата версия свързва с гръцката дума „χαλχοσ“, която означава желязо, мед.
При много народи, когато са се запознали с желязото като метал, той е паднал от небето, т.е. като метеоритно желязо. Народите на Египет го наричали „небесен метал“, в Месопотамия – „небесно желязо“, а древногръцкото название е свързано с нещо „звездно“. При откриването на Америка индианците и ескимосите от Северна Америка не са били запознати с методите за получаване на желязото от руди, но са умеели да обработват метеоритно желязо.
Европейските „iron“ (англ.), „Eisen“ (нем.) произлизат от старонемското īsarn, вероятно от протоиндоевропейското или келтско *h₁ésh₂r̥ (кръв). Латинското „ferrum“ вероятно има финикийски произход, но е възможно и да е възприето от римляните от санскритското, означаващо „твърдост“.

## Наличие в природата
Желязото е шестият най-разпространен химичен елемент във Вселената и четвъртият по разпространеност на Земята. То се образува при последния екзотермичен етап на звездния нуклеосинтез, при процеса на силициево изгаряне в масивните звезди. То е най-тежкият устойчив елемент, който се образува по този начин.
Процесът започва с второто най-тежко устойчиво ядро, формирано при силициевото изгаряне, това на калция. Калциевото ядро се обединява с едно хелиево ядро, образувайки неустойчив титан. Преди да се разпадне, титанът може да се обедини с още едно хелиево ядро, образувайки неустойчив хром, който от своя страна може да погълне още едно хелиево ядро и да се превърне в неустойчиво желязо. Поглъщането на ново хелиево ядро довежда до образуването на нестабилен никел-56, който вече поглъща хелиеви ядра със загуба на енергия, поради което се разпада до неустойчив кобалт-56, а той от своя страна – до вече устойчивото желязо-56.
На желязото се падат около 5% от количеството вещество в земната кора, но за ядрото, което включва 35% от масата на планетата се смята, че е изградено предимно от сплав на желязо и никел. Така желязото е най-разпространеният елемент на Земята, но едва четвъртият в земната кора.
Самородното желязо се среща рядко на повърхността на Земята, тъй като то лесно окислява, но неговите оксиди са широко разпространени и формират основната част от железните руди. Под формата на сулфиди то се съдържа в повечето сулфидни минерали, а пиритът е широко разпространен. По-голямата част от желязото в земната кора е във вид на минерали на железния оксид и хидроксиди, като хематит (Fe2O3), магнетит (Fe3O4), лимонит (FeO(OH)). Те са се образували при ветреенето на сулфидни и силикатни минерали на желязото, при което се получават най-напред FeSO4 и Fe(HCO3)2. В разтвор тези съединения бързо се окисляват. Големи залежи от желязо има в геоложки формации, образувани от множество се тънки слоеве магнетит или хематит, редуващи се с пластове бедни на желязо седименти, които са образувани преди 3,7 до 1,8 милиарда години.
Приблизително 1 от 20 метеорита са съставени от редките никел-железни минерали тенит (35 – 80% желязо) и камасит (90 – 95% желязо). Макар и редки, железните метеорити са основната форма на естествено метално желязо на земната повърхност. Чрез мьосбауерова спектроскопия е установено, че червеният цвят на повърхността на Марс се дължи на богатия на железни оксиди реголит.

## Физични свойства

### Механични свойства
| Материал                  | TS (MPa) | BH (по Бринел) |
| ------------------------- | -------- | -------------- |
| Монокристални мустаци     | 11000    |                |
| Закалена стомана          | 2930     | 850 – 1200     |
| Мартензитна стомана       | 2070     | 600            |
| Бейнитна стомана          | 1380     | 400            |
| Перлитна стомана          | 1200     | 350            |
| Студенообработено желязо  | 690      | 200            |
| Дребнозърнесто желязо     | 340      | 100            |
| Въглеродосъдържащо желязо | 140      | 40             |
| Чист железен кристал      | 10       | 3              |

Желязото е типичен метал, в свободно състояние има блестящ сребристо-бял цвят със сивкав оттенък. Чистият метал е ковък, но с примеси въглерод, то става по-твърдо и крехко. Притежава ярко изразени магнитни свойства. Твърдостта на чистото желязо има толкова устойчиви стойности, че често се използва за калибриране на измервания или сравнение на изпитвания, но механичните свойства на желязото се влияят силно от наличието на примеси. Чистите железни кристали са по-меки от алуминия, а най-чистото произвеждано в промишлени условия желязо (99,99%) има твърдост по Бринел 20 – 30. При увеличаване на съдържанието на въглерод първоначално се наблюдава значително нарастване на твърдостта и якостта на опън. Максимална твърдост се получава при съдържание на въглерод около 0,6%, но тази сплав има ниска якост на опън. Модулът на срязване на желязото е 82 GPa.
Желязото има атомно тегло 55,846 и плътност 7,875 g/cm3.

### Алотропни форми
Желязото е метал, който проявява изявена алотропия. Съществуват поне четири алотропни форми на желязото, обозначавани като α (кубично обемноцентрично), γ (кубично стеноцентрично), δ (високотемпературно кубично обемноцентрично) и ε, като според някои спорни експериментални данни при много високо налягане и температура се образува и устойчива β-форма.
Когато разтопеното желязо се охлажда, при 1538 °C, то кристализира в δ-форма, която има обемноцентрирана кубична кристална решетка. При охлаждане до 1394 °C кристалната решетка се изменя в стенноцентрирана и се получава γ-желязо или аустенит. При 912 °C кристалната структура отново става обемноцентрирана и се формира α-желязо или ферит, а при 770 °C (точка на Кюри) желязото става магнитно. При преминаването през точката на Кюри видът на кристалните решетки не се променя, а атомите се групират според своя електронен спин.
При налягане над приблизително 10 GPa и температури до няколкостотин келвина, α-желязото се трансформира в шестоъгълна компактна структура, известна като ε-желязо. γ-желязото също може да се превърне в ε-желязо, но при по-високо налягане. β-желязото, ако съществува, би се формирало при налягане поне 50 GPa и температура над 1500 K, като се предполага, че би имало орторомбична или двойношестоъгълна компактна структура. ε- и β-желязото могат да съществуват само при високо налягане, но играят важна роля в моделирането на твърдите части на планетните ядра – смята се, че ядрото на Земята е съставено основно от желязно-никелова сплав с ε (или β) структура.
Желязото има най-голямо значение за техниката във вид на сплави с други метали и с въглерод, така че да се получи стомана. Съществуват множество видове стомана с различни свойства, които до голяма степен зависят от алотропните форми на желязото. α-желязото (ферит) е най-устойчивата форма при нормални температури. То е относително мек метал, който може да разтваря ограничено количество въглерод (не повече от 0,021% по маса при 910 °C). Над 912 °C феритът се трансформира в аустенит, който също е мек, но може да разтваря значително по-големи количества въглерод (до 2,04% по маса при 1146 °C). Тази форма се използва широко и за съдържащите значителен процент легиращи материали неръждаеми стомани.

### Изотопи
Природното желязо е смес от четири устойчиви изотопа: 54Fe – 5,854%, ядрено статично равновесие; 56Fe – 91,754%, α-разпад, термоядрено горене на хелия; 57Fe – 2,119%, ядрено статично равновесие; 58Fe – 0,282%, ядрено статично равновесие. От тях само 57Fe има ядрен спин (−½). Теоретично нуклидът 54Fe трябва да претърпява двоен бета-разпад, но този процес не е наблюдаван експериментално и е установена само долна граница за периода на полуразпад: t1/2>3,1×1022 години.
60Fe е изчезнал радиоактивен изотоп с период на полуразпад 2,6 милиона години. Той не се среща на Земята, но в резултат на разпада му до кобалт-60 е образуван устойчивият изотоп никел-60.
В миналото основните измервания на изотопния състав на желязото са насочени към определяне на вариациите в 60Fe, дължащи се на процесите, свързани с нуклеосинтез и образуване на руди. През 21 век напредъкът в техниката на масспектрометрията дават възможност за откриване и измерване на съвсем малки естествени вариации в съотношението между устойчивите изотопи. Тези изследвания намират приложение главно в науките за Земята и планетологията, макар че се появяват и първи приложения в биологичните и промишлени системи.
Най-често срещаният изотоп 56Fe представлява особен интерес, тъй като той е най-масовата крайна точка на нуклеосинтеза. Често е сочен неправилно за изотопа с най-голяма енергия на свързване, макар че в действителност такъв е никел-62.
При изследвания на паднали на Земята метеорити е установена корелация между концентрациите на 60Ni, продукт на разпада на 60Fe, и изобилието от устойчиви железни изотопи, което свидетелства за наличието на 60Fe по времето, когато е образувана Слънчевата система. Възможно е енергията, отделена при разпада на 60Fe, да е допринесла, наред с енергията от разпада на радиоактивния изотоп 26Al, за повторното разтопяване и диференциацията на астероидите след тяхното образуване преди 4,6 милиарда години. Изобилието от 60Ni в извънземен материал може да даде допълнителна информация за произхода на Слънчевата система и нейната ранна история.

## Химични свойства
Желязото е член на 8 (VIIIB) група, принадлежащ на преходните метали, с електронна структура 1s22s22p63s23p63d64s2. Желязото образува химични съединения главно в степени на окисление +2 и +3, но са известни и +1, +6 и +8. Такива са широко използваните в промишлеността FeSO4·7H2O и FeCl3. Съединенията Fe(II) лесно се окисляват до Fe(III) при излагане на въздух. Има и съединения със смесена валентност, които съдържат Fe(II) и Fe(III), например магнетитът (Fe3O4) или оцветителят пруско синьо (Fe4(Fe[CN]6)3).
Желязото може да се свързва и в по-високи степени на окисление, както в калиевия ферат (K2FeO4). Желязо(IV) е чест посредник в много биохимични окислителни реакции. В много металоорганични съединения желязото участва със степени на окисление +1, 0, -1 и дори -2. За определянето на тези степени често се използва техниката на мьосбауеровата спектроскопия.
За разлика от повечето други метали желязото не образува амалгама с живака, поради което то често се използва за изработване на съдове за съхранение и транспорт на живак.
В компактно състояние много чистото желязо е устойчиво спрямо водата, кислорода от въздуха и халогените. Пирофорно е под формата на прах.
При по-висока температура реагира с кислород, сяра, фосфор, халогените и азота. Покрива се с тънка оксидна корица, която го предпазва, но при последвало загряване изгаря:
{\displaystyle {\ce {3Fe + 2O2 -> Fe3O4}}}
В среда с влажен въздух желязото бързо окислява, като се образува ръжда. Тя представлява хидратирани железни оксиди – Fe2O•nH2O и няма защитен ефект, защото слоят не е плътен, а се рони. Този процес е известен като корозия, което е електрохимичен процес при който O2 приема електрони от Fe:
{\displaystyle {\ce {2Fe -> Fe^2+ + 4e^-}}};
{\displaystyle {\ce {O2 + 2H2O + 4e^- -> 4OH^-}}}.
Феройоните Fe2+ мигрират и се получава Fe(OH)2, като се разкриват нови места за корозия. По-нататък Fe(OH)2 се окислява до Fe2O3:
{\displaystyle {\ce {4Fe(OH)_2 + O2 -> 2Fe2O3 + 4H2O}}}.
При температура на червена жар желязото взаимодейства с всички неметали, като само халогените и някои от халкогените елементи дават съединения с определен състав:
{\displaystyle {\ce {2Fe + 3Cl2 -> 2FeCl3}}};
{\displaystyle {\ce {Fe + S -> FeS}}}.
С много от металите и въглерод желязото образува сплави. С бора, елементите от IVA и VA група, образува променливи фази с неметални или полуметални свойства.
Желязото лесно се разтваря в минерални киселини, тъй като е преди водорода в РОАМ:
{\displaystyle {\ce {Fe + 2HCl -> FeCl2 + H2 ^}}}
Концентрираните азотна киселина (HNO3) и сярна киселина (H2SO4) пасивират повърхността на желязото. То реагира само с концентрирани разтвори на алкални основи при висока температура, като се получава комплексно съединение:
{\displaystyle {\ce {Fe + 4NaOH + 2H2O -> Na4[Fe(OH)6] + H2 ^}}}
Желязото взаимодейства с вода при нагряване:
{\displaystyle {\ce {3Fe + 4H2O -> Fe3O4 + 4H2 ^}}} – при температура по-ниска от 570 градуса
{\displaystyle {\ce {Fe + H2O -> FeO + H2 ^}}} – при температура по-висока от 570 °C
Взаимодейства и с разтвори на някои соли, които са съставени от метал, който се намира след желязото в реда на относителната активност:
{\displaystyle {\ce {Fe + CuSO4 -> FeSO4 + Cu}}}

### Съединения
| Степен на окисление | Представително съединение            |
| ------------------- | ------------------------------------ |
| −2                  | Na2[Fe(CO)4]                         |
| −1                  | [Fe2(CO)8]2-                         |
| 0                   | Fe(CO)Текст в долен индекс, Fe2(CO)9 |
| +1                  | [CpFe(CO)(μ-CO)]2                    |
| +2                  | FeSO4,FeCl2- 4, Cp2Fe                |
| +3                  | FeCl3, [Cp2Fe]BF4, Fe(CN)3- 6        |
| +4                  | BaFeO4, [Fe(diars)2Cl2]2-            |
| +5                  |                                      |
| +6                  | калиев ферат                         |
| +7                  |                                      |
| +8                  |                                      |

Желязото образува съединения в различна степен на окисление. Съединенията на Fe2+ са известни като феросъединения, а съединенията на Fe3+ – ферисъединения. Fe(II) е нестабилно на влажен въздух и във вода, при което се окислява до стабилното Fe(III).

#### Оксиди и хидроксиди
Желязо-кислородната система е изучена подробно. Известни са три стабилни железни оксида – FeO (вюрстит), Fe2O3 (хематит) и Fe3O4 (магнетит).
Железният(II) оксид (FeO) е черен и се получава при нагряване на FeC2O4•2H2O или FeCO3 във вакуум. Самозапалва се във въздуха и няма стехиометричен състав. Неразтворим е въвъ вода. При нагряване над 500 °C търпи диспропорциониране:
{\textstyle {\ce {4FeO ->Fe3O4 + Fe}}}.
Fe3O4 е смесен оксид – FeO•Fe2O3, черен на цвят, неразтворим във вода и киселини. Има силно изразени магнитни свойства и провежда електричен ток. Кристализира в кубична сингония, тип инверсна шпинелова структура.
Дижелезният триоксид (Fe2O3) е познат в няколко модификации, но най-известни са α- и γ-Fe2O3, които имат съответно структурите на α- и γ-Al2O3. α-Fe2O3 е стабилната форма. Получава се при термична дисоциация на Fe(OH)3 при около 200 °C. Кристализира в хексагонална сингония и кристалите имат кървавочервен цвят. На прах е кафяво-черен и известен като минерална боя с различни наименования – железен миний, охра или мумия. Използва се и като полиращо средство.
Fe(OH)2 се получава при алкализиране на разтвори, съдържащи Fe2+. Железният(II) хидроксид е бяла утайка, която се получава в инертна атмосфера. Има основен характер и се разтваря в киселини. В силно алкални разтвори образува комплекси, например Na4[Fe(OH)6]. На въздух хидроксидът лесно се окислява, а при нагряване постепенно се разлага:
{\displaystyle {\ce {4Fe(OH)2 + O2 + 2H2O -> 4Fe(OH)3}}},
{\textstyle {\ce {3Fe(OH)2->[\Delta t] Fe3O4 + 2H2O + H2 ^}}}.
Железният(III) хидроксид (Fe(OH)3), получен при алкализация на разтвор на Fe3+, се отделя като хидратирана аморфна червено-кафява утайка от Fe2O3•nH2O. Извести са няколко полиморфни модификации, аналогични на кристалните форми на Al(OH)3. В кисела среда образува хидратирани катиони [Fe(H2O)6]3+, а в алкална – хидроксидни аниони [Fe(OH)6]3-, от които са получени Sr и Ba соли.
Известни са и железен окисд хидроксид, FeO(OH), и железиста киселина HFeO2.

#### Бинарни съединения
Известни са всички FeX2 и FeX3. Дихалогенидите се получават при редукция на трихалгенидите или от дирен синтез. FeF2 се получаав от FeCl2 и F2. Трихалогенидите са хигроскопични и се получават само като хидрати. Кристализират с голям брой молекули вода и имат различен цвят – FeF3•4,5H2O е бледорозов, FeCl3•6H2O – тъмнокафяв, а FeBr3•6H2O – тъмнозелен. От безводните ферихалогениди не може да се получи само FeI3 поради силно редукционните свойства на йодидните аниони, които го превръщат в FeI2:
{\displaystyle {\ce {2Fe^3+ +2I^- ->2Fe^2+ + I2}}}.
При нагряване, желязото реагира със сярата до нестехиометричния сив железен сулфид, Fe1-xS. Той има сив цвят и лесно се окислява на въздух и се разтваря в киселини:
{\textstyle {\ce {2FeS + 1/2O2 +5H2O -> 2Fe(OH)3 + 2H2S ^}}}.
По-стабилен е дисулфидът FeS2 (кубичният пирит и ромбичният марказит), който се разлага само при окислително пържене до Fe2O3 и SO2.
При висока темература, азотът се разтваря в желязото. Стехиометрични нитриди се получават с NH3 при 400 – 500°C. Известни са Fe2N и Fe4N.
Fe3C (цементит) може да подобри свойствата на стоманата. Известни са няколоко фосфида – FeP, FeP2 Fe3P, и борида – FeB, Fe2B FeB49.

#### Соли
Познати са феро- и ферисоли с почти всички аниони.
Железният(II) сулфат (FeSO4•7H2O) се използва под името зелен камък в селското стопанство против вредители по растенията. Двойната сол (NH4)2SO4•FeSO4•6H2O, наречена Морова сол, не се променя на въздуха. Fe2(SO4)3•9H2O и железни стипци, MFe(SO4)2·12H2O, се използват за предварителна обработка на материалите преди боядисване.
Влажна диспергирана утайка на FeCO3 във въздушна среда се окислява, но в излишък на CO2 от нея се получава Fe(HCO3)3, който е малко по-разтворим от FeCO3. Много подпочвени води съдържат карбоната, което им придава характерен „железен“ вкус.

### Други степени на окисление
Известни са съединения на желязо -2 (d10) до +6 (d2), но -1, +1 и +5 са редки.
Ниските степени на окисление са стабилизирани от електрон акцепторни лиганди като CO. Fe(-II) е известен в малко съединения, например Na2[Fe(CO)4]. Fe(0) е по-стабилно и характеризирано в Fe(CO)5 и Cs4[Fe(CN)4]. Fe(+I) и (+IV) е открит в пероксидази.
Познати са малко съединения на Fe+4, Fe+5 и Fe+6. Производни на желязната киселина (H2FeO4), K2FeO4, Be2FeO4 и Ba3FeO5, са характеризирани. Фератите са изморфни на сулфатите и хроматите.

### Комплекси
Fe(II) и Fe(III) лесно образуват стабилни координационни съединения с повечето лиганди.

## История
Желязото е известно на хората от древни времена.
Археологическите разкопки намират изделия от желязо, датирани около 4 хилядолетие пр.н.е. и се отнасят към древноегипетската и шумерската цивилизации. Предметите, правени от желязо от това време, включват накрайници за стрели и украшения. В тях се е използвало метеоритно желязо, по-точно сплав от желязо и никел, от която се състоят метеоритите. В много езици е останало споменаването за небесния произход на желязото.
Между 2 хилядолетие пр.н.е. и 3 хилядолетие пр.н.е. в Месопотамия и Древен Египет се появяват първите предмети, направени от топено желязо (определя се по отсъствието на никел в състава му). Независимо от това желязото се е използвало основно в култови предмети. Вероятно по това време то е било много скъпо.
Между 1600 и 1200 г. пр.н.е. производството на желязо се е развивало в Близкия изток, но все още значително е отстъпвало по разпространение на бронза.
В периода между 12 и 10 век пр.н.е. в Близкия изток станала рязка промяна в производството на инструменти и оръжия – от използването на бронз към желязо. Вероятно такъв бърз преход се е наложил не толкова заради прогреса в производството на желязо, колкото заради проблемите при доставката на калай – един от компонентите на бронза. Този исторически период някои автори наричат „Железен век“.

## Добив
В промишлеността желязото се получава от желязна руда, най-често хематит (Fe2O3), магнетит (Fe3O4) и лимонит (FeOOH). Най-много и най-богати на желязо хематитови руди има в Западна Австралия, където желязото достига до 70%. Сидеритът (FeCO3), вивианитът (Fe3(PO4)2•8H2O), пиритът (FeS2) и феросиликатните руди не са от промишлено значение.
Желязото се получава в доменни пещи с формата на два пресечени конуса, свързани с основите си. Пещите са високи от 25 до 60 m и с диаметър на огнището от 5 до 14 m. Те са обшити отвън със стомана, а отвътре са облицовани с огнеупорни тухли. Зареждат се с оксидни железни руди, кокс и флюси. Ако рудата съдържа повече от 0,3 – 0,4% S, те не се използват за получаване на желязото в пещите. Когато железните руди имат кисел характер (съдържат пясък и каолин), за флюси се използват алкализиращи вещества – варовик, доломит. За алкални руди, флюси са чакъл и гранит. Шлаката и в двата случая е магнезиев и калциев алумосиликат.
Процесите, извършващи се в доменните пещи, са сложни и не са добре изучени. В специални помещения близо до пещта – каупери, се стопля въздух или кислород до 800 – 900 °C и се вдухва заедно с течно гориво през отвори (фурми) в долната част на пещта. Коксът се запалва и отделената топлина поддържа температурата в тази част около 2000 °C. По височината на пещта температурата се понижава и в най-горната част доменният газ напуска с температура около 200 °C.
По продължение на цялата пещ се извършват процеси, водещи до редукция на рудата – получават се стопени желязо и шлака (CaSiO3), плаваща над желязото. Двете стопилки се изземват през специални отвори в най-долната част на пещта, а отгоре тя се зарежда с нова смес, така че процесът е непрекъснат в продължение на няколко години. Газовете преминават пространството на пещта за около 10 s, което не позволява да протече обратният процес между газовете и твърдата фаза. Редукцията на железните оксиди се извършва при 1000 – 1200 °C, при която температура се получава и разтопена шлака от CaSiO3. При по-висока температура в долната част на пещта се стапя и желязото, и двете стопилки се движат заедно. В стопеното желязо се разтварят C, P и S. Сярата е силно нежелателна – отстранява се чрез реакция с манган, като полученият сулфид се разтваря в шлаката.
Първият етап от производството на желязото във високите доменни пещи е до получаването на чугун, съдържащ 93% Fe, 4 – 5% C и останалото е S, P, Mn и Si. Когато чугунът изстине много бързо, въглеродът се отделя във вид на цементит – Fe3C. Такъв чугун има бял лъчист лом и се нарича бял чугун. Той обикновено се преработва в стомана. Когато чугунът изстине бавно, цементитът се разлага и въглеродът се отделя във вид на графит. Тогава се получава сив чугун, който е много твърд и се лее добре, но е крехък. Употребява се за машинни части. Фосфорът и сярата са нежелани примеси на чугуна, защото го правят трошлив и при работа или загряване чугунът се пука.
Вторият етап от производството на желязото е преработка на чугуна до стомана – целѝ се да „изгори“ част от въглерода и да се отделят нежеланите примеси P и S. Внасят се легиращи елементи като Mn, Cr, Ni, W, в зависимост от вида стомана, който трябва да се получи.
Преработването става по два начина.
Първият метод е бесемеровият, при който чугунът направо от доменната пещ се отнася в крушообразни конвертори, побиращи по 15 тона разтопен чугун. През тях се вдухва топъл въздух, при който въглеродът отчасти изгаря до CO2, сярата – до SO2 и фосфорът – до P2O5. За да може P2O5 да се използва, Сидни Гилкрист Томас е предложил конверторите да се облицоват отвътре с тухли, съдържащи CaO и MgO, с които реагира P2O5 до съответните на фосфати. Те понякога се изстъргват и се използват за фосфатен тор, наречен Томасово брашно.
Вторият метод за преработка на чугун е Сименс–Мартеновият метод. При него чугунът се стапя в големи мартенови пещи, като в стопилката се внася старо желязо или оксидна руда. При тези условия част от въглерода и примесите изгарят за сметка на кислорода от окислението на старото желязо:
{\displaystyle {\ce {Fe2O3 + 3CO -> 2Fe + 3CO2 - Q}}} (получаване в горната част на пещта),
{\displaystyle {\ce {FeO + C -> Fe + CO + Q}}} (получаване в долната част на пещта),
{\displaystyle {\ce {2Fe2O3 + 3Fe3C -> 3CO2 + 13Fe}}}.
Химически чисто желязо се получава с помощта на електролиза от разтвори на негови соли.

## Приложение
Желязото е най-употребяваният метал, като заема 95% от световния добив на метали. По количеството употребено желязо се съди за развитието на строителството и промишлеността в дадена страна. Най-често желязото се употребява във вид на стомана, легирана с други елементи.
- Основен компонент на стоманата и чугуна – едни от най-важните строителни материали. Желязото се използва основно за строителни конструкции, а също и в машиностроенето. Бързорежещата стомана съдържа добавки от Cr, V, W. Тя запазва своята твърдост при температура на червена жар. Стоманата инвар съдържа добавки от никел и манган. Стоманата платинит има добавки от никел и въглерод.
- Оксидите му са важен елемент в производствата на устройства за запис на данни: касети, дискети, твърди дискове.
- Сулфатите на желязото в смес с меден сулфат се използват за борба с вредителите в селското стопанство.

## Биологична роля
Желязото играе важна роля в живота на практически всички организми, с изключение на някои бактерии. То се съдържа в кръвта на всички животни, с изключение на някои нисши организми.
В организма на животните желязото влиза в състава на много ферменти и белтъчини (протеини), участващи в окислително-редукционните реакции, например в процеса на дишането, тъй като то влиза в състава на хемоглобина. Основното вътреклетъчно депо на желязо е кълбовиден протеинов комплекс – феритин. Тялото на възрастен човек съдържа около 3 – 4 грама желязо (около 0,005 %), от които само около 3,5 mg е в кръвната плазма. Хемоглобинът съдържа около 68% от общото желязо в организма, феритин – 27%, миоглобин – 4%, трансферин – 0,1%. Източниците на желязо в биосинтеза на железосъдържащи протеини са желязото, доставено от храната и желязото, отделяно по време на постоянното разграждане на еритроцитите в хепатоцитите (чернодробните клетки) и клетките на далака.
Обикновено желязото се включва в ензимите под формата на комплекс, наречен хем. По-специално, този комплекс присъства в хемоглобина – най-важният протеин, който осигурява пренасянето на кислород с кръвта до всички органи на хората и животните. Той е този, който оцветява кръвта в червено. В белтъчините, съдържащи хем, желязото се намира в състава на хема. В белтъчините, които не съдържат хем, желязото се свързва директно с протеина.
Комплекси желязо, различни от хем, се намират например в ензима метан-моноксигеназа, който окислява метана до метанол; във важния ензим, наречен рибонуклеотид-редуктаза, който участва в синтеза на ДНК. Неорганичните железни съединения се намират в някои бактерии и понякога се използват от тях за свързване на азота от въздуха.
Желязото, което се намира в хранителните продукти е разделено на два вида:
- Хематиново: среща се само в месото на животните – извлича се от хемоглобина, миоглобина и от тъканите на месото.
- Нехематиново: съдържа се в растителните храни и млечните продукти, както и в яйцата.

Хематиновото желязо е с висока усвояемост (15 – 35 %), докато нехематиновото е по-слабо усвоимо. Всмукването на нехематиновото зависи от разтворимостта му в чревния тракт. Аскорбиновата киселина или месните протеини, консумирани с храна, значително подобряват усвояването на желязото. На усвояването на желязото пречат яйцата и калцият, но най-вече антихранителните вещества – фитинова киселина, оксалати, танини и кофеин. Честата консумация на кафе, чай и червено вино значително възпрепятства абсорбцията на желязо – средно с около 50 %. Например, поради високото ниво на фитинови съединения, усвояването на желязото от бобовите растения е в областта от 0,84 – 0,91 %. Според едно американско проучване консумацията на богат на танин чай с храна, съдържаща желязо, намалява абсорбцията на микроелемента с 62 %, кафето – с 35 %, а консумацията на портокалов сок (с високо съдържание на аскорбинова киселина) го увеличава с 85 %. В същото време данните от Китай показват, че дори много високата консумация на чай обикновено не влияе върху съдържанието на желязо в кръвта.
Едва около 8 % от общия прием на желязо се абсорбират от организма и прониква в кръвния поток. Основно хемоглобинът е елементът, който изразходва по-голямата част от него. То е от особена важност за правилния метаболизъм на витамините от група B, което доказва неговото значение за здравето.
Потребността на човек от желязо на 1 kg тегло е: деца – 0,6 mg, възрастни – 0,1 mg и бременни – 0,3 mg желязо на денонощие. По руски данни ежедневната нужда на хората от желязо е, както следва: деца – от 4 до 18 mg, възрастни мъже – 10 mg, възрастни жени – 18 mg, бременни жени през втората половина на бременността – 33 mg. При жените в детеродна възраст нуждата от желязо е по-висока, поради редовната загуба на кръв по време на менструация.
Американската национална медицинска академия прави разлика между средните нужди от желязо и препоръчителния прием на желязо, като последното е проектирано да отговори на средното изискване за поне 97 % във всяка група от населението. Изчисляването на средната потребност от желязо зависи от абсорбцията на желязо, таблицата по-долу се основава на предположението за прием на 10 % желязо от животински продукти (средно усвояване 25 %) и 90 % желязо от растителни продукти (средно усвояване 16,8 %), с общо усвояване 18 %. Тъй като диетата на деца под една година е много различна от тази на възрастен, нормата за тях се основава на приблизителна усвояемост от 10 %.
Недостигът на желязо се проявява като болест на организма: хлороза при растенията и анемия при животните и хората. Като правило количеството желязо, приемано посредством храната, е напълно достатъчно, но в някои специални случаи (като анемия, донорство на кръв) е необходимо да се приемат желязосъдържащи хранителни добавки. Вегетарианците са по-предразположени към железен дефицит заради по-ограничения прием хранителни групи и по-ниската усвояемост на вида желязо, което те консумират (основно нехематиново). Гъбите шиитаке (шийтаке) са добра алтернатива за хора, които не консумират месо. Поради високите си хранителни стойности, тази гъба получава названието „Еликсирът на живот“. Освен желязо, тази гъба е богата на селен, протеини и витамин C. С достатъчно количество желязо могат да снабдят организма и храните: бъбреци, птиче месо (гъше, патешко, пилешко), сьомга, амарант.
Легендата, че спанакът съдържа много желязо, се ражда след печатна грешка. При публикуването на резултати от направено през 1870 г. немско изследване на съдържанието на желязо в различни храни, десетичната запетая в стойността за спанака е отместена погрешно с един знак надясно и така е отпечатана десет пъти по-висока стойност от реално измерената. Грешката е открита още през 1937 г., но чрез пресата и филмите за „Попай Моряка“ (първите от които се появяват през 1929 г.) в масовото съзнание вече е утвърден митът за богатия на желязо спанак.
| Храни                     | Желязо [mg] | Забележка            |
| ------------------------- | ----------- | -------------------- |
| Гъши черен дроб           | 30,5        |                      |
| Миди, ракообразни         | до 28       |                      |
| Свински черен дроб        | 17,9 – 23   |                      |
| Куркума, къри             | 19,1        |                      |
| Водорасли                 | 7 – 20      | видове               |
| Натурален шоколад         | 17          |                      |
| Риган, кимион             | 16,23       |                      |
| Тиквени семки             | 14,5        |                      |
| Кардамон                  | 13,97       |                      |
| Индийско орехче           | 13,9        |                      |
| Мащерка, прясна мента     | 11,87       |                      |
| Пилешки черен дроб, сепия | 11          |                      |
| Черен пипер               | 9,71        |                      |
| Октопод                   | 9,5         |                      |
| Боб и леща                | 3,6 – 10    |                      |
| Канела                    | 8           |                      |
| Чия                       | 7,72        |                      |
| Яйчен жълтък              | 7,6         |                      |
| Говежди черен дроб        | 6,5         |                      |
| Сушени кайсии             | 6,31        |                      |
| Магданоз                  | 6,2         |                      |
| Кашу                      | 6           |                      |
| Нахут и бакла             | 6           |                      |
| Кедрови ядки              | 5,53        |                      |
| Овесени трици             | 5,41        |                      |
| Пшеница                   | 5,37        |                      |
| Слънчоглед                | 5,25        |                      |
| Сирене пармезан           | 5           |                      |
| Червено месо              | 4,85        | свинско и др.        |
| Киноа                     | 4,75        |                      |
| Спелта                    | 4,44        |                      |
| Сушени праскови           | 4,06        |                      |
| Ориз                      | 4           |                      |
| Телешко и агнешко месо    | 3,95        | крехко, без тлъстини |
| Сушени ягоди              | 3,38        |                      |
| Спанак                    | 2,71        |                      |
| Соя, соево сирене (тофу)  | 2,6         |                      |
| Лапад                     | 2,4         |                      |
| Козе сирене               | 2           |                      |
| Коприва                   | 1,64        |                      |
| Аспержи, брюкселско зеле  | 1,4         |                      |
| Целина, броколи           | 0,88        |                      |
| Портокали, лимони         | 0,6         |                      |
| Кашкавал                  | 0,43        |                      |
| Киви, грейпфрут           | 0,41        |                      |

| Пол     | Възраст        | Препоръчителен прием на желязо [mg/денонощие] |
| ------- | -------------- | --------------------------------------------- |
| Бебета  | до 6 месеца    | 0,27                                          |
| Бебета  | 7 – 12 месеца  | 11                                            |
| Деца    | 1 – 3 години   | 7                                             |
| Деца    | 4 – 8 години   | 10                                            |
| Деца    | 9 – 13 години  | 8                                             |
| Юноши   | 14 – 18 години | 11                                            |
| Девойки | 14 – 18 години | 15                                            |
| Мъже    | 19 г. и повече | 8                                             |
| Жени    | 19 – 50 години | 18                                            |
| Жени    | 50 г. и повече | 8                                             |